# ТВ Бест
Радио телевизија БЕСТ, некада Радио телевизија Зајечар важи за регионалног лидера у емитовању тв програма. Ова телевизија, заједно са радиом има традицију дугу 70 година. Покрива целу Тимочку Крајину, а путем свих кабловских система покрива преко 80 градова у Србији. Такође, путем кабловских оператера ТВ Бест покрива и пограничне делове Бугарске и Румуније. Према истраживањима гледаности, ова тв кућа има убедљиво најгледанији програм у региону. Свој програм емитује 24 сата дневно.

## Филмски и серијски програм
Од оснивања телевизије Бест(1994)ова тв кућа је имала завидан филмски и серијски програм. На овој телевизији емитоване су неке од најпопуларнијих теленовела:
- Слатка тајна (шп. Dame la chocolate)
- Луна
- Латино љубав (шп. Amor latino)
- Дадиља Ана (итал. Anna e i cinque)